# John Afoa
Ioane Fitu Afoa, detto John (Auckland, 16 ottobre 1983), è un rugbista a 15 neozelandese, pilone del Bristol in Premiership e campione del mondo 2011 con gli All Blacks.

## Biografia
Proveniente da Auckland, Afoa rappresentò la Nuova Zelanda a livello giovanile già in categoria Under-16 poi Under-19 e Under-21 (campione mondiale di categoria).
Fu con la locale federazione rugbistica (Auckland RFU) che Afoa debuttò a livello provinciale nel campionato di categoria, nel 2004, vincendo subito l'edizione successiva.
Sempre nel 2004 debuttò anche a livello SANZAR nella franchise dei Blues e un anno più tardi disputò il suo primo test match con gli All Blacks contro l'Irlanda.
Divenuto titolare fisso dopo la Coppa del Mondo di rugby 2007, cui non prese parte, Afoa fu convocato per la vittoriosa Coppa del Mondo di rugby 2011, nella quale scese in campo in due incontri.
Alla fine della competizione si trasferì in Europa, nella squadra nordirlandese dell'Ulster, che milita in Pro12.
Alla fine della stagione 2011-12 Afoa ha ricevuto un invito dai Barbarians per due incontri contro altrettanti XV di Irlanda e Inghilterra.

## Palmarès
- Coppe del mondo: 1
Nuova Zelanda: 2011
- Super Rugby: 1
Crusaders: 2023
- National Provincial Championship: 2
Auckland: 2005, 2007
- Challenge Cup: 1
Bristol: 2019-20